# Cordes (Familienname)
Cordes ist ein deutscher Familienname.

## Namensträger
- Albrecht Cordes (* 1958), deutscher Jurist und Rechtshistoriker
- Alexandra Cordes (Ursula Horbach; 1935–1986), deutsche Schriftstellerin
- Alfred Cordes (* 1948), deutscher Schriftsteller und Lehrer
- Anna Cordes-Meyer (1920–2017), Schweizer Architektin
- Annemarie Cordes (1918–1998), deutsche Schauspielerin
- August Cordes (1859–1936), deutscher Pfarrer
- Burkhard Cordes (* 1939), brasilianischer Segler
- Charlott Cordes (* 1988), deutsches Model
- Cord Cordes (um 1410–vor 1478), deutscher Theologe
- Daniel Cordes (* 1964), deutscher Jazzbassist
- Doris Cordes-Vollert (* 1943), deutsche bildende Künstlerin, Grafikerin und Autorin
- Eckart Cordes (* 1933), deutscher Buchhändler
- Eckhard Cordes (* 1950), deutscher Manager
- Eilhard Cordes (* 1938), deutscher Geowissenschaftler und Bibliothekar
- Ekat Cordes (* 1982), deutscher Regisseur und Autor
- Emil Cordes (1829–1900), deutscher Arzt
- Eric Cordes (* 1996), deutscher Schauspieler
- Ernst Cordes (1921–2009), deutscher Verwaltungsangestellter und Politiker (SPD)
- Frank Cordes (Musiker) (* 1967), deutscher Sänger und Komponist
- Frank Cordes (Handballspieler) (* 1971), deutscher Handballspieler
- Frederick Cordes (* 1986), deutscher Politiker (SPD), MdL Nordrhein-Westfalen
- Friedrich Cordes (1881–1949), deutscher Bauingenieur
- Gerhard Cordes (Philologe) (1908–1985), deutscher Philologe
- Gerhard Cordes (Ingenieur) (1912–1985), deutscher Strömungswissenschaftler und Triebwerksentwickler
- Godi Cordes (1920–2008), Schweizer Architekt
- Hans Cordes (1905–1995), deutscher Bibliothekar
- Heinrich Cordes (Politiker), deutscher Politiker, Ratsherr in Lübeck
- Heinrich Cordes (Missionar) (1813–1892), deutscher Missionar
- Heinrich Cordes (Schachkomponist) (1852–1917), deutscher Schachkomponist
- Heinrich Cordes (Diplomat) (1866–1927), deutscher Diplomat und Bankier
- Heinrich Cordes (Chemiker) (1906–1999), deutscher Chemiker
- Heinz Otto Cordes (1925–2018), deutsch-US-amerikanischer Mathematiker
- Hermann Cordes (1931–2014), deutscher Botaniker, Hochschullehrer und Naturschützer
- Hermann Gerhard Cordes (1825–1901), deutscher Fabrikant und Erfinder
- Johann Dieterich Cordes (1730–1813), deutscher Kaufmann und Hamburger Ratsherr
- Johann Gottlieb Cordes (1870–1955), deutscher Geistlicher und Autor
- Johann Jacob Cordes (1880–1976), deutscher Pädagoge und Heimatforscher
- Johann Tönjes Cordes (1878–1955), deutscher Manager
- Johann Wilhelm Cordes (1824–1869), deutscher Maler
- Johannes Cordes (1873–1926), deutscher Organist und Komponist
- Kevin Cordes (* 1993), US-amerikanischer Schwimmer
- Lisa Cordes, deutsche Klassische Philologin
- Lotta Cordes (* 2001), deutsche Fußballspielerin
- Manfred Cordes (* 1953), deutscher Musiker und Hochschullehrer
- Marcel Cordes (1920–1992), deutscher Sänger (Bariton)
- Maria Cordes (1905–1993), deutsche Juristin
- Martin Cordes (* 1942), deutscher Theologe, Hochschullehrer und Herausgeber
- Mia Cordes (1882–1955), deutsche Schauspielerin
- Mudder Cordes (Metta Cordes; 1815–1905), deutsches Stadtoriginal
- Olga Cordes (1868–1930), deutsche Malerin und Schriftstellerin
- Otto Cordes (1905–1970), deutscher Schwimmer und Wasserballspieler
- Paul Josef Cordes (1934–2024), deutscher Geistlicher und Kurienkardinal
- Rainer Cordes (* 1964), deutscher Handballspieler
- Sofie Cordes-Palm (1881?–1956), deutsche Sängerin (Sopran)
- Ulrich Cordes (* 1980), deutscher Sänger (Tenor)
- Tom Cordes (* 1966), niederländischer Radrennfahrer
- Vera Cordes (* 1961), deutsche Journalistin und Moderatorin
- Walter Cordes (1899–1985), deutscher Maler und Grafiker
- Wilhelm Cordes (1824–1869), deutscher Maler, siehe Johann Wilhelm Cordes
- Wilhelm Cordes (Architekt) (Johann Wilhelm Cordes; 1840–1917), deutscher Architekt und Friedhofsdirektor
- Wilhelm Cordes (Politiker), deutscher Politiker (SPD)